# Brad Steiger
Pour les articles homonymes, voir Steiger.
Brad E. Steiger, pseudonyme d'Eugene E. Olson (né à Fort Dodge (Iowa) le 19 février 1936 et mort à Mason City (Iowa) le 6 mai 2018), est un écrivain américain, auteur de nombreux ouvrages sur le paranormal, les ovnis, les mystères préhistoriques et la spiritualité, ainsi que de biographies de grandes vedettes du cinéma (dont Greta Garbo, Judy Garland et Rudolph Valentino). 

## Biographie
Brad Steiger, de son vrai nom Eugene E. Olson, est né le 19 février 1936 à l'hôpital luthérien de Fort Dodge dans l'Iowa. Il passe son enfance dans une ferme à Bode, toujours dans l'Iowa. De confession luthérienne jusqu'à l'âge de onze ans, il connaît alors une expérience de mort imminente qui modifie ses croyances religieuses. 
Ses parents l'incitent à faire des études à la faculté théologique de Luther dans l'Iowa (dont il sort diplômé en 1957) puis à l'université de l'Iowa (dont il sort diplômé en 1963). 
De 1963 à 1967, il est professeur d'anglais puis de littérature dans son ancienne faculté.
Brad Steiger affirme avoir écrit son premier livre à l'âge de sept ans. Sa première publication, Ghosts, Ghouls and Other Peculiar People, paraît en 1965. Il devient auteur à temps complet en 1967. 
Brad Steiger est l'auteur ou le coauteur de plus de 164 livres, dont plus de 17 millions d'exemplaires se sont vendus.
Il est rédacteur dans divers périodiques littéraires et populaires. Ses premiers articles et nouvelles sont publiés en 1956. 
De 1971 à 1973, sa rubrique « The Strange World of Brad Steiger » est utilisée dans près de 100 journaux et magazines du monde entier[réf. souhaitée]. 
Il est le premier ufologue à avoir parlé des extraterrestres de type reptilien ou reptiles humanoïdes dans son livre Flying Saucers are hostile (1967). Par la suite, l'auteur conspirationniste David Icke reprend ce thème et le popularise.

### Vie privée
Brad Steiger est marié à Sherry Hansen Steiger, ministre luthérienne et auteur ou coauteur de plus de 22 livres[réf. souhaitée].

## Œuvres
- (en) Ghosts, Ghouls and Other Peculiar People (1965).
- (en) Flying Saucers are Hostile, avec Joan Whritenour (1967).
- (en) The flying Saucer Menace (1966).
- (en) Flying Saucer Invasion - Target Earth (1969).
- (en) Project Blue Book (1987).
- (en) The UFO Abductors, Berkley Books, New York (1988).
- (en) The Philadelphia Experiment, and Other UFO Conspiracies, avec William L. Moore (1990).
- (en) Shadow World: True Encounters with Beings from the Darkside (2007).